# Tzimisce
Los Tzimisce son un clan ficticio del juego de rol Vampiro: la mascarada. Su concepto fue tomado de los Whampyri de la saga del Necroscopio del escritor Brian Lumley.
Son intelectuales y reservados. Su actitud es fría y estoica, lo cual se demuestra en su especial predilección por la tortura y el sufrimiento tanto ajeno como propio. Muchas veces esto se hace con fines científicos, con el objetivo de lograr trascender su estado vampírico, en el proceso llamado Metamorfosis.
Este clan es conocido por su inhumanidad. A diferencia de otros clanes, que ignoran su humanidad, simplemente la han perdido, siendo incapaces de sentir cosas como la piedad o el dolor (al menos bajo las formas y conceptos comunes).
Su disciplina, Vicisitud, les permite alterar su cuerpo y el de otras personas de la forma que les plazca. Lo aprovechan para fortalecerse a sí mismos convirtiéndose en seres hermosos, horribles o inhumanos. También para fortalecer a sus ghouls, y convertirlos en monstruos. Además les permite adoptar forma de Zulo(o Forma Horrenda para los demás clanes): un ser deforme y poderoso de 2 metros y medio, con garras y pinchos óseos que aprovechan para aplastar a sus enemigos.
Igualmente, unos pocos (más numerosos durante la Edad Oscura) son Koldunes, vampiros que manejan la hechicería llamada Koldunismo, una magia de sangre más chamánica que por ejemplo la Taumaturgia Tremere, de procedencia hermética, que es muy posterior a la kolduniana ya que fue diseñada por los Tremere para suplir la pérdida de su avatar al convertirse en vampiros, allá por el 1200.

## Historia
El Antediluviano del clan, es a menudo referido como «El primer auténtico Sabbat» ya que en tiempos de la Primera Ciudad abandonó ésta ignorando al perdido mientras sus hermanos lo gobernaban o torturaban. Él simplemente los ignoró viendo en ellos únicamente alimento y partió.
Fue abrazado por Enoch casi de forma fortuita. Enoch buscaba la forma de liberar su bestia, y la soltó sobre un humano, Tzimisce, un hombre con dotes para la magia (que perdería a raíz de su abrazo, pues un avatar despertado y la condición de no-muerto son incompatibles). Para sorpresa de Enoch, Tzimize no enloqueció, sino que soportó su bestia con cordura. Finalmente Enoch no pudo liberarse de su bestia interior, pero esto le valió el abrazo a Tzimisce, que demostró poder exteriorizar su control sobre la bestia manipulando los cuerpos como reflejo de su control sobre su lado primitivo.
En la edad oscura este clan era el que tenía el comportamiento más comúnmente asociado a los vampiros: seres malvados que dominan pueblos enteros desde un castillo en una colina.
En estos tiempos vivían en los Cárpatos, en constante conflicto con otros clanes. Finalmente, los recién surgidos Tremere lograron hacerlos retroceder gracias a sus habilidades mágicas y sus poderosas Gárgolas. El odio producido por esto y porque hayan usado a un "voivoda" (alto noble rumano) para volverse vampiros persiste hasta hoy. Los Neonatos y Ancillae eran obligados a combatir hasta la muerte por sus sires, Antiguos que solo se lamentaban por épocas ya pasadas.
En este momento el voivoda Lugoj los convocó. Había encontrado en el centro de los Cárpatos, en territorio lupino, la flor de fuego de Kupala. Tal como se decía este pudo romper los vínculos de sangre que tenía con sus sires, después de saltar a través de las llamas, en un ritual que posteriormente pasaría a formar parte de los Auctoritas Ritae. La siguiente noche atacaron a los Antiguos del clan y lograron destruir a la mayoría. Se dice que poco después destruyeron al propio Tzimisce, pero no se sabe si es cierto.
Lo que pasó realmente es que Tzimisce, enterrado, extendió una parte de sí mismo a la superficie: la flor de fuego de Kupala. Ésta fortalecía el vínculo entre los participantes del Auctoritas Ritae, además de romper los que ya tenían.
Para evitar que Lugoj y sus seguidores lo diablerizaran, les permitió saber su falso escondite, donde capturó a Lugoj, lo empaló y tomó su aspecto por medio de Vicisitud, colocó a un doble de sí mismo en el escondite, y diablerizó a quien supuestamente era él.

## Enlaces
- Las Crónicas Tzimisce

- Datos: Q3313152